# U-1206
U-1206 – niemiecki okręt podwodny (U-Boot) typu VII C z okresu II wojny światowej. Okręt wszedł do służby w 1944.

## Historia
Okręt włączony do 8. Flotylli U-Bootów w celach szkoleniowych, 1 lutego 1945 przeniesiony do 11. Flotylli jako jednostka bojowa. Odbył jeden patrol bojowy, podczas którego nie zatopił żadnej jednostki przeciwnika. 
Zatonął 14 kwietnia 1945 na Morzu Północnym w pobliżu Peterhead (Szkocja). Z powodu awarii toalety okręt został zmuszony do wynurzenia się i został wykryty przez jednostki nieprzyjaciela. W tej sytuacji Kpt. Karl-Adolf Schlitt rozkazał zatopić okręt. Załoga opuściła pokład w tratwach ratunkowych; podczas próby dotarcia do brzegu utonęło 3 marynarzy.
Wrak okrętu został odnaleziony w połowie lat 70. podczas poszukiwania ropy naftowej.
U-1206 należał do okrętów wyposażonych w chrapy.